# معركة غيتيسبيرغ
 معركة غيتيسبيرغ  (بالإنجليزية: Battle of Gettysburg)؛ واحدة من أهم المعارك في التاريخ الأميركي وفي الحرب الأهلية الأمريكية والتي استمرت حوالي الأربعة أعوام ما بين عامي 1861 و 1865. وقد وقعت معركة جيتسبيرج في منتصف الحرب تقريبا، أي في أول ثلاثة أيام من شهر يوليو من عام 1863، وكانت بحق «نقطة التحول» الكبيرة في الحرب وأدت إلى ميل الكفة لصالح الاتحاد وجيشه ضد الجيش الكونفدرالي والقوى التي سعت للانفصال أو تكريس مبدأ عدم التدخل بشؤون الولايات الداخلية من قبل الحكومة الاتحادية في واشنطن لا سيما الشؤون التجارية والاقتصادية والزراعية.